# شهرستان شویانگ
شهرستان شویانگ (به لاتین: Shuyang County) یک شهرستان‌های جمهوری خلق چین در چین است که در ساکیان واقع شده‌است. شهرستان شویانگ ۲٬۲۹۹ کیلومتر مربع مساحت و ۱٬۹۳۰٬۰۰۰ نفر جمعیت دارد.